# Halecia tristicula
Halecia tristicula es una especie de escarabajo del género Halecia, familia Buprestidae. Fue descrita científicamente por Obenberger en 1922.